# 库登
库登是德国石勒苏益格－荷尔斯泰因州的一个市镇。总面积11.36平方公里，总人口658人，其中男性342人，女性316人（2011年12月31日），人口密度58人/平方公里。